# Nipponentomon andrei
Nipponentomon andrei är en urinsektsart som först beskrevs av Ewing 1940.  Nipponentomon andrei ingår i släktet Nipponentomon och familjen lönntrevfotingar. Inga underarter finns listade i Catalogue of Life.